# 门兴格拉德巴赫
门兴格拉德巴赫（德語發音：[mœnçn̩ˈɡlatbax] ⓘ），位于德国北莱茵-威斯特法伦州杜塞尔多夫以西的一座非县辖城市。

## 地名
门兴格拉德巴赫最初称为“Gladbach”（格拉德巴赫），但为了与其它同样使用这个名称的城市区别开来，它在1888年改名为“München-Gladbach”（慕尼黑-格拉德巴赫）。但这又容易让人误以为它是慕尼黑的一个区，于是在1950年又改名为“Mönchen Gladbach”，并最终在1960年更名为今天的“Mönchengladbach”。

## 歷史

### 早期历史
门兴格拉德巴赫附近的第一个人类定居点有30万年以上的历史，属于晚期直立人（海德堡人）和尼安德特人，遗址主要是位于市区南部尼尔斯（Niers）附近和赖特城堡的东南部。2013年，考古人员在赖特城堡南部发现了新的旧石器时代的聚落，时间大约为13500年前。在哈特森林（Hardterwald）中保存了一些新石器时代和青铜时代的手推车。到了公元前50年左右，凯撒手下的罗马军队抵达该地，附近生活的凯尔特人部落被罗马人全灭了。
在罗马统治时期，该地属于下日耳曼行省。公元1到3世纪，在门兴格拉德巴赫-米尔福特有一个罗马村庄（Vicus Mülfort），渡口穿过尼尔斯沼泽通往诺伊斯和默兹河。公元352年，罗马村庄被法兰克人摧毁，变成无人区。

### 中世纪
公元800年，法兰克人在今天的奥登基尔兴-萨塞拉特（Odenkirchen-Sasserath）地区定居。974年，科隆大主教盖罗注意到了此地，并与同伴桑德拉德一起建造了格拉德巴赫大教堂，同时修建了一座修道院。该地曾经在800年前修建过一座教堂，但是在954年被匈牙利人摧毁。
僧侣们定居此地，并在12世纪在教堂北部创建了一个市场。随后招入了更多的工匠和商人。在1364-1366年，门兴格拉德巴赫的城市地位被帝国授予。不久之后开始修建石质的城墙作为防御工事。这座城市行政上面归属于于利希公國的格雷文布罗赫市，直到18世纪晚期。

### 法国与普鲁士
1794年，法兰西共和国的军队开进了市区，于利希要塞被移交给法国人。1801年，帝国皇帝弗兰茨二世在吕内维尔和约中将萊茵河左岸全数割让给法国，格拉德巴赫开始了法国统治时期。修道院被强制解散，僧侣们被遣散，图书馆的藏书大部分被洗劫或者摧毁。从1798年到1814年，格拉德巴赫属于罗尔省的克雷维尔区。
1815年，普鲁士王国正式接管格拉德巴赫，并在城市的基础上面组建了格拉德巴赫区，这个区的建制延续到1929年。在1859年，该区划分为格拉德巴赫市和奥伯格布尔特市两个部分。国民工会（Volksverein）于1890年10月24日成立于科隆，但是搬迁到了慕尼黑-格拉德巴赫作为总部所在地。慕尼黑-格拉德巴赫隶属于位于莱茵河左岸的杜塞尔多夫行政区，在1919年拥有64000多名居民。包括南部的赖特在内的大居住区一共有130000名居民。各种工业设施（包括纺织工业、铸铁厂、机械厂等）以及基础设施（包括地方法院、商会、文理中学、紡織業吕刻昂等）一应俱全。

### 现代
1921年，莱茵达伦、慕尼黑-格拉德巴赫-乡村（原奥伯格布尔特）和诺伊维克三个市正式并入慕尼黑-格拉德巴赫市。1929年，慕尼黑-格拉德巴赫市与赖特以及其他郊区组成了格拉德巴赫-赖特双城。1933年，因纳粹德国宣传部长戈培尔的要求（本人出生于赖特），双城进行行政分离。老慕尼黑-格拉德巴赫正式改名为慕尼黑格拉德巴赫，简称为M.格拉德巴赫。
二次大戰期間门兴格拉德巴赫為盟軍空襲主要目標之一。慕尼黑格拉德巴赫在1940年5月11日夜间遭遇英国皇家空军（RAF）的第一次空袭，造成四人死亡。考虑到前一天德国国防军正式启动法国战役，因此这次空袭的目标主要是针对当地运输部队和车辆的铁路，而并非针对城市的空袭。
1943年8月30日夜间，慕尼黑格拉德巴赫和莱特遭遇盟军一次强力空袭，损失惨重（404人死亡）。最后一次大空袭则发生在1945年2月1日，盟军飞机投下了大约1200枚高爆弹和65000枚燃烧弹，导致两座城市约有三分之二的地区被毁，全部空袭造成约2000名平民死亡。
1945年2月26日至3月1日，盟军发动手榴弹行动，攻占了这座城市。1945年3月，盟军在格伦茨兰体育场设立了第41疏散医院，一共有750个移动床位。
在二战结束前的几天，美军在慕尼黑格拉德巴赫南侧的蒙斯霍夫附近临时建立了一个面积9平方公里的战俘营，后来英军也加入其中，在占领期间一共有15万名投降的德国士兵居住在那里，条件相当恶劣，据目击者称每天可能有20多人死亡。这个战俘营一直留存到1945年9月。
战后，两座城市的纺织工业得以缓慢恢复，后来又增加了机械工程等产业促进经济发展。到1974年，该市已经有147567名居民。1975年，北莱茵-威斯特法伦州进行区域行政改革，门兴格拉德巴赫、莱特再加上威克拉特三座城市进行合并。

## 政治

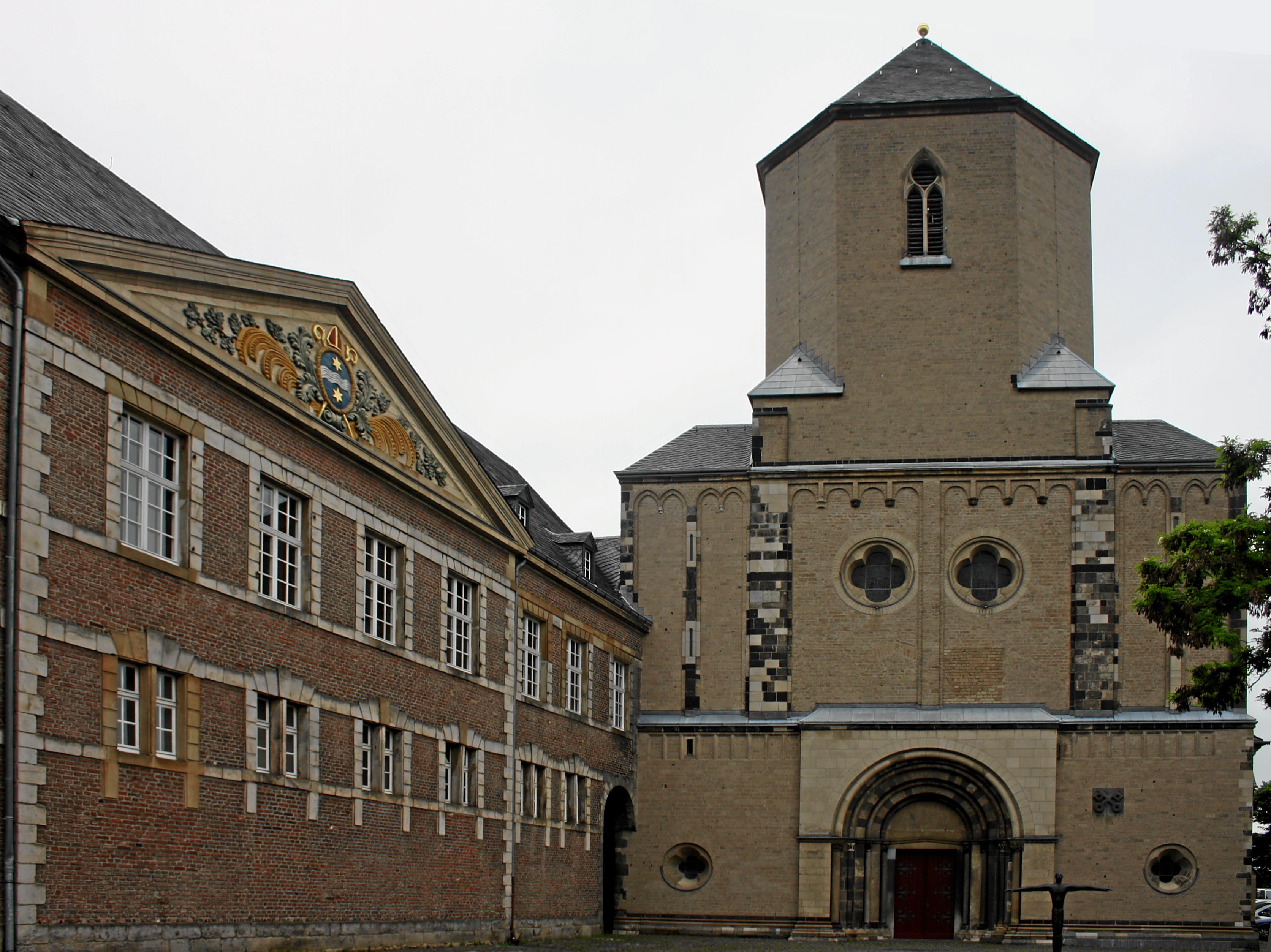
修道院市政厅与大教堂

格拉德巴赫最早是由地方法官组成的陪审团进行管理，一共有6名成员，三名由市议会选举，三名是非专业人士。从1446年开始，引入了理事会的概念，理事会的主席就是市长。在法国统治时间的1797年，通过了新的市政宪法，其中包含一名名誉市长（Maire）以及辅助的两名名誉议员。1815年通过了普鲁士的市政宪法，1845年通过莱茵省市政法典，1856年通过普鲁士城镇法典（Gemeindeordnung），从此市长（Bürgermeister）就成为城市管理的直接负责人。
纳粹德国时期，市长由纳粹党直接任命。二战后，该城市属于英国占领区，因此按照英国模式为基础制定了新的地方宪法，产生了由市民直选产生的市议会。而理事会则从成员中选举出名誉市长作为城市的代表人。1946年，理事会还需要选举一名高级城市主任作为城市的行政主管，和市长形成了双重领导制。1999年，行政主管职位被废除，只剩下市长。他需要同时兼任市议会的主席、城市的行政主管和城市代表人。现任市长是社会民主党的菲利克斯·海因里希斯（Felix Heinrichs），2020年上任。

### 市议会
市议会（Stadtrat）是门兴格拉德巴赫的立法机构，一共包括66名市议员。虽然市长是市议会的主席，但他不属于市议会成员。根据最新的改革政策，议员名额要在2025年前增加到76人。
2020年市政选举以来，议会席位分配如下：
- 基督教民主联盟 26
- 社会民主党 20
- 绿党 16
- 德国选择党 5
- 自由民主党 4
- 左翼党 3
- 争取劳动、法治、动物保护、精英促进和基层民主倡议党 2

## 經濟
门兴格拉德巴赫曾經是紡織業中心，隨著不敵亞洲等國家之競爭，紡織業比重不斷下降。目前，全市只有7%就業人口從事紡織業。
今日门兴格拉德巴赫經濟主要以機械、電氣工程，以至物流和服務業為主。該市出口產品中包括有紡織機械、自動輸送系統、信號和系統技術、變壓器、電纜、印刷品和加工食品。同時门兴格拉德巴赫亦有啤酒釀造廠。
當地最大僱主為桑坦德消費者銀行──為西班牙一家銀行於德國之分支，在全德共聘用3672人。

## 名人
- 尼克·海费尔德：F1车手
- 海因茨-哈拉尔德·弗伦岑：F1车手
- 汉斯·约纳斯：哲学家
- 約瑟夫·戈培爾：納粹時代宣傳部長
- 胡戈·容克斯：工程師、發明家
- 君特·内策尔：足球員，電視足球評述員
- 约尔格·阿尔贝茨：足球員
- 尼克·海费尔德：賽車手
- 马克-安德烈·特尔施特根：足球員
- 尤普·海因克斯:足球员

## 友好城市
- 英國北泰因賽德
- 法國魯貝
- 英國瑟羅克
- 比利時韋爾維耶
- 英國布拉德福德